# Märketskallen

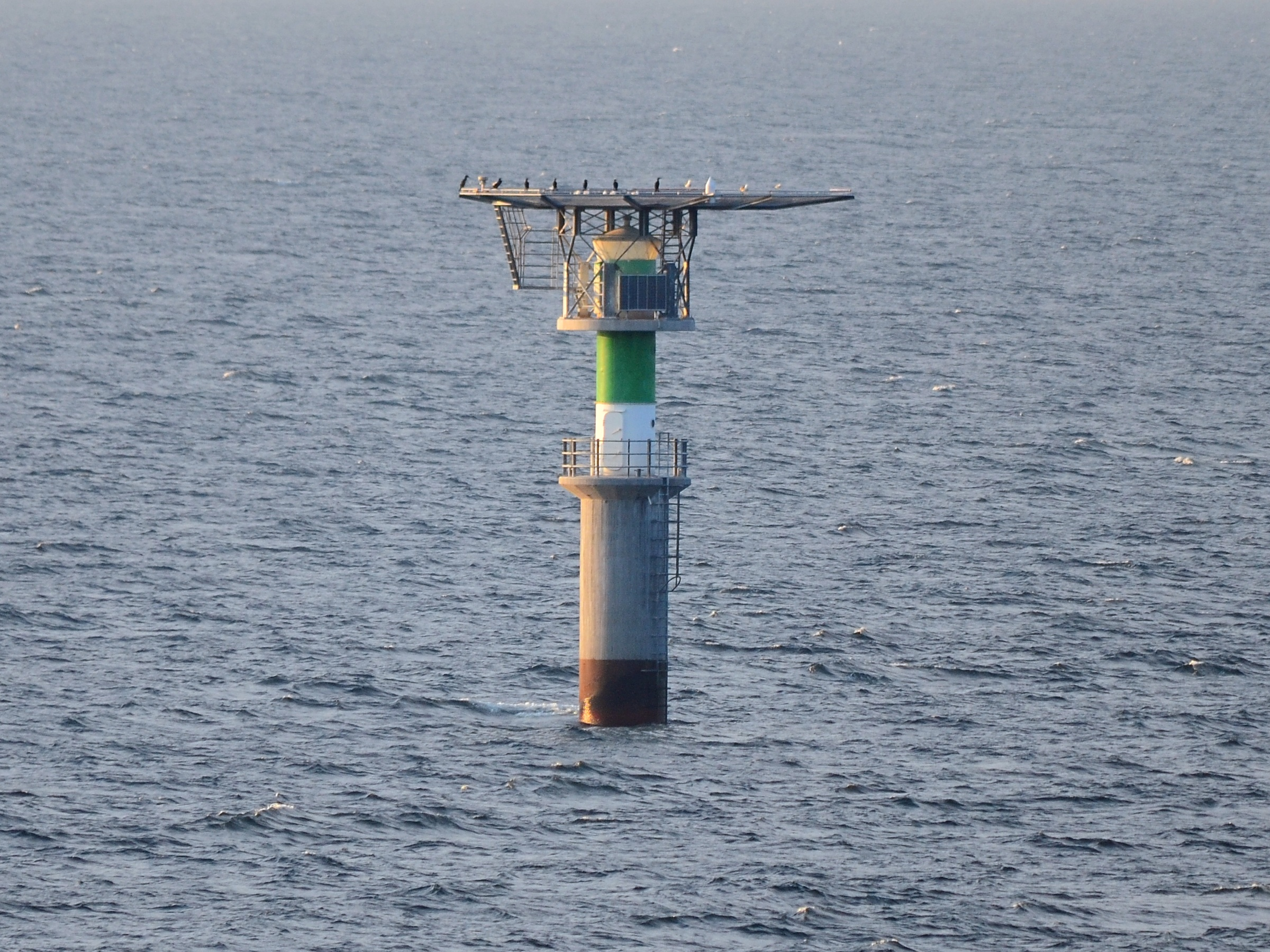
Märketskallen i juni 2013.

Märketskallen är en fyr i Södra Kvarken mellan Understen och Märket. Fyren markerar den östra gränsen för djupvattenkorridoren mellan Ålands Hav och Bottenhavet. Den västra gränsen markeras av lysbojen Oldbergsgrund en dryg nautisk mil längre västerut.
Den ursprungliga fyren på Märketskallen bogserades dit och sänktes på plats i september 1985, men den blev mycket kortlivad. Efter bara tolv timmar blev den påseglad av en oljetanker och förstörd. En ny fyr byggdes och sänktes på plats i juli 1987. Även den blev rammad och förstörd. Den nuvarande fyren sänktes på plats 1992.